# صموئيل بوفندورف
صموئيل بوفندورف (بالألمانية: Samuel von Pufendorf)‏‏ (8 يناير 1632 – 13 أكتوبر 1694) هو سياسي وفيلسوف ومحامي ومؤرخ ألماني. تلقى صموئيل دراسته في لايبزيغ ثم درس في يينا، ثم انتقل بعد ذلك إلى كوبنهاغن ليعمل مدرسًا لدى أسرة لأحد الديبلوماسيين السويديين.

## فكره ومعتقداته
كان صموئيل بوفندورف يعتبر أنه طالما الإنسان يتمتع بكامل حقوقه الطبيعية فهو خاضع لقانون أخلاقي أو خاضع لفطرة أخلاقية متأصلة، وهم ما يحكمهم العدالة. وهي تعد من أسمى القوانين الوضعية والمدنية التي من الواجب أن تعمل المجتمعات المدنية على ترسيخها لنفسها، وبناءً عليه فهي غير قابلة للجدال أو الطعن. واكتملت معتقداته لتقول بما أن تلك القوانين الوضعية تنطلق لكي تخدم مصالح المواطنين فإنها تسمح لهم باستخدام حقوقهم في المقاومة لكي يقاوموا السلطات الظالمة الفاسدة. وهي بذلك النتيجة التي تتماشى مع منطق جون لوك وتناقض فلسفة هويز.
وبعد تحليل لأفكار صموئيل بوفندورف وجد أن فك الارتباط بين القوانين وحق المقاومة هو من منح لأفكاره طابع يتسم بالعالمية والشمولية. فهو قد سبق جان جاك روسو بما يقرب من قرن من الزمن، فقد أعلن أن إرادة الدولة هي نتاج لإرادات الأفراد وهم ممن تتألف منهم الدولة.

## حملة ضد صموئيل بوفندورف في السويد
فقد تعرض صموئيل بوفندورف إلى حملة وهجوم في السويد كانت تستهدف أفكاره وكتاباته، وقد قام بتلك الحملة مجموعة من القساوسة الذين اتهموا نظرياته بأنها تخالف الله وما يوجد بالكتاب المقدس. وطالبوا بترحيله لأن لم يعد لكتاباته وزنًا في الفلسفة السياسية، وبالفعل تم ترحيله إلى ألمانيا.
ولكن شارل الحادي عشر دعاه إلى ستوكهولم ليقلده منصب المؤرخ الملكي هناك، ولأن من عاداته اعترافه بالجميل والعرفان دائمًا، فقد كتب اعترافًا بالجميل لهذا الملك. وفي عام 1687 قام بوفندورف بإهداء رسالة عن العلاقة بين العقيدة المسيحية والحياة المدنية إلى ناخب براندنبرج الأكبر، حيث كان يدافع عن التسامح فيها. ثم تم دعوته إلى برلين فقد استجاب سريعًا، وأصبح هناك مؤرخًا لفريدريك وليم وقد عين بارونا.

### اعتقال صموئيل بوفندورف
تم اعتقال صموئيل بوفندورف وقتما أعلنت السويد حربها على الدنمارك، وحاول التخفيف من ضجر السجن من خلال وضع نهج للقانون الدولي، وحين تم إطلاق صراحه ذهب إلى ليدن.

## بحثه وكتاباته
نشر نتائج بحثه بعد ذلك ووضع لها عنوان «عناصر القانون الدولي» (ديوارنت، د.ت، مج 34، ج4، ص158) وهو الكتاب الذي نال على إعجاب ناخب البالاتينات وهو شارل لويس، ومن ثم قام باستدعائه إلى هايدلبرغ حيث قام بإنشاء له كرسي الأستاذية في القانون الدولي والقانون الطبيعي.
وقد كتب أيضًا دراسة شاملة ووافية عن مملكة ألمانيا، حيث هاجم فيها الإمبراطورية الرومانية. وبعد ذلك رحل إلى السويد ليعمل هناك مدرسًا في جامعة لوند عام 1670، وهناك كتب ونشر كتابه «القانون الطبيعي والناس وهو يعد من أشهر مؤلفاته عام 1672».

### أعمال صموئيل بوفندورف
- Craig L. Carr (ed.), The Political Writings of Samuel Pufendorf (Oxford 1994)
- Elementorum iurisprudentiae universalis (1660)
- Elementorum iurisprudentiae universalis libri duo (1660)
- De obligatione Patriam (1663)
- De rebus gestis Philippi Augustae (1663)
- De statu imperii germanici liber unus (Geneva 1667)
- De statu imperii Germanici (Amsterdam 1669)
- De jure naturae et gentium (1672)
- De officio hominis et civis juxta legem naturalem libri duo or "On The Duty of Man and Citizen According to the Natural Law" (1673) [1]
- Einleitung zu der Historie der vornehmsten Reiche und Staaten, so itziger Zeit in Europa sich befinden (Frankfurt am Main 1684)
- Commentarium de rebus suecicis libri XXVI., ab expeditione Gustavi Adolphi regis in Germaniam ad abdicationem usque Christinae
- De rebus a Carolo Gustavo Sueciae rege gestis commentariorum (Stockholm 1679)
- De rebus gestis Friderici Wilhelmi Magni (1733 edition)

## روابط خارجية
- صموئيل بوفندورف على موقع الموسوعة البريطانية (الإنجليزية)

- Works by or about Samuel von Pufendorf at أرشيف الإنترنت
- "Pufendorf, Samuel, Baron". New International Encyclopedia. 1905.
- On the Duty of Man and Citizen, 1682, by Samuel von Pufendorf
- "Pufendorf's Moral and Political Philosophy". موسوعة ستانفورد للفلسفة.